# Grosskmehlen
Grosskmehlen (tyska: Großkmehlen) är en ort och kommun i Tyskland, belägen i Landkreis Oberspreewald-Lausitz i förbundslandet Brandenburg, på gränsen till Sachsen. Kommunen administreras som en del av förbundslandet Amt Ortrand, vars säte ligger i den närbelägna staden Ortrand.

## Geografi
Grosskmehlen ligger i det historiska landskapet Schraden i sydligaste Brandenburg på gränsen till Sachsen, omkring 20 km sydost om staden Elsterwerda och 40 km norr om Dresden.

### Administrativ indelning
Kommunen indelas i de tre orterna Grosskmehlen, Kleinkmehlen och Frauwalde. Kleinkmehlen och Frauwalde införlivades i Grosskmehlens kommun 1974.

## Kultur och sevärdheter
Till ortens viktigaste sevärdheter räknas Grosskmehlens renässansslott, uppfört under mitten av 1500-talet på platsen för en äldre vallgravsomgärdad borg.